# Chasse-mouche
 (septembre 2024).

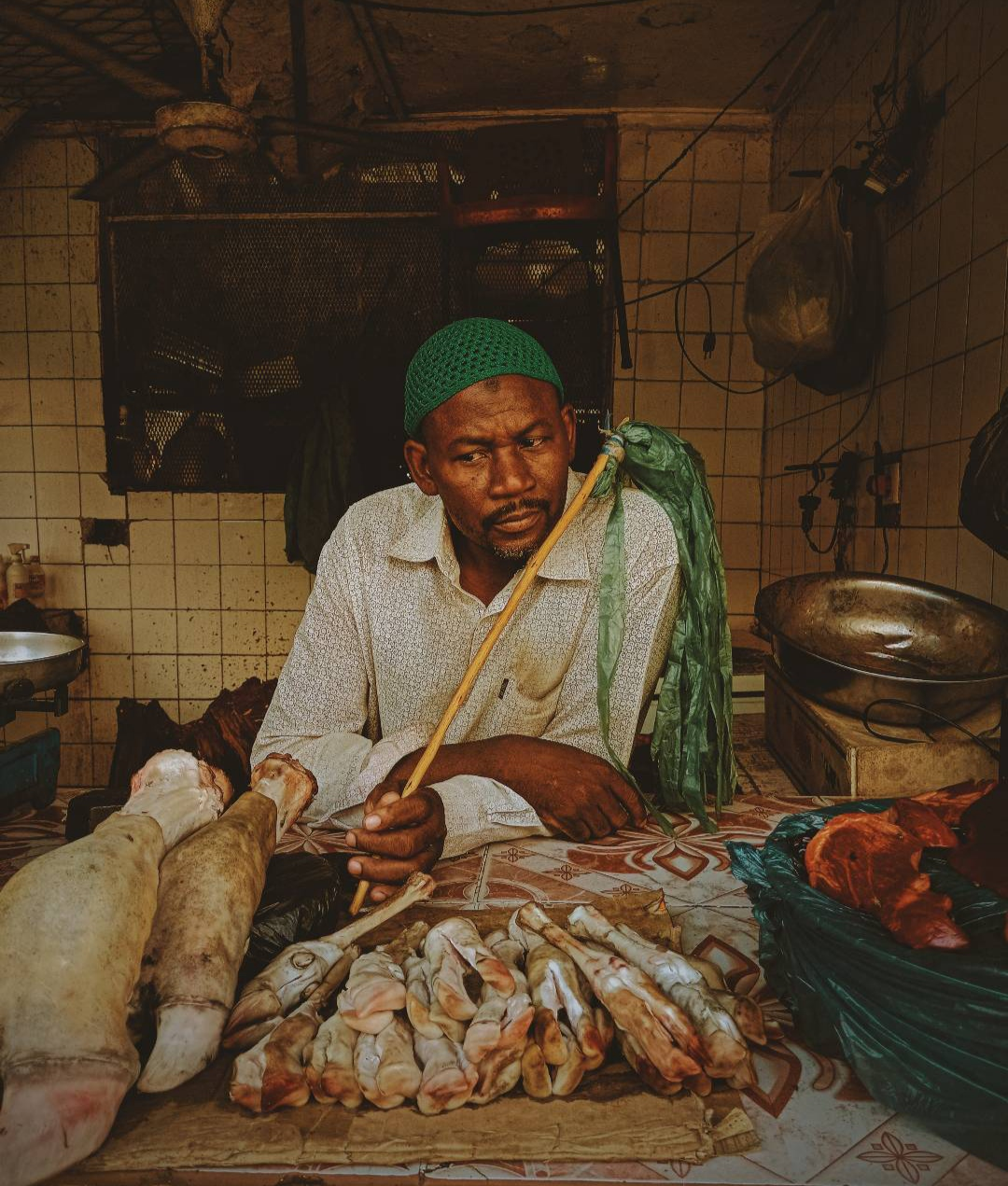
Au Soudan, un boucher utilise un chasse-mouche pour protéger la viande.

Un chasse-mouche est un ustensile destiné à chasser les mouches ou d'autres insectes cherchant à se poser sur le corps ou des aliments. Il est par exemple formé de long crins de cheval emboutis sur un manche de bois.
Dans diverses civilisations, le chasse-mouche a acquis le statut de regalia.

## Objet de statut social

### Afrique
Dans certains pays d'Afrique, il avait valeur de sceptre royal, comme dans la civilisation Igbo-Ukwu, au Nigeria. Dans la civilisation aksoumite, il existait un titre, du nom de Aqabé Tsentsen, et signifiant « gardien du chasse-mouche ». 
Plus récemment, Hastings Kamuzu Banda, dictateur du Malawi de 1964 à 1994, exhibait souvent une canne anglaise dans la main droite et un chasse-mouche dans la gauche.

### Asie

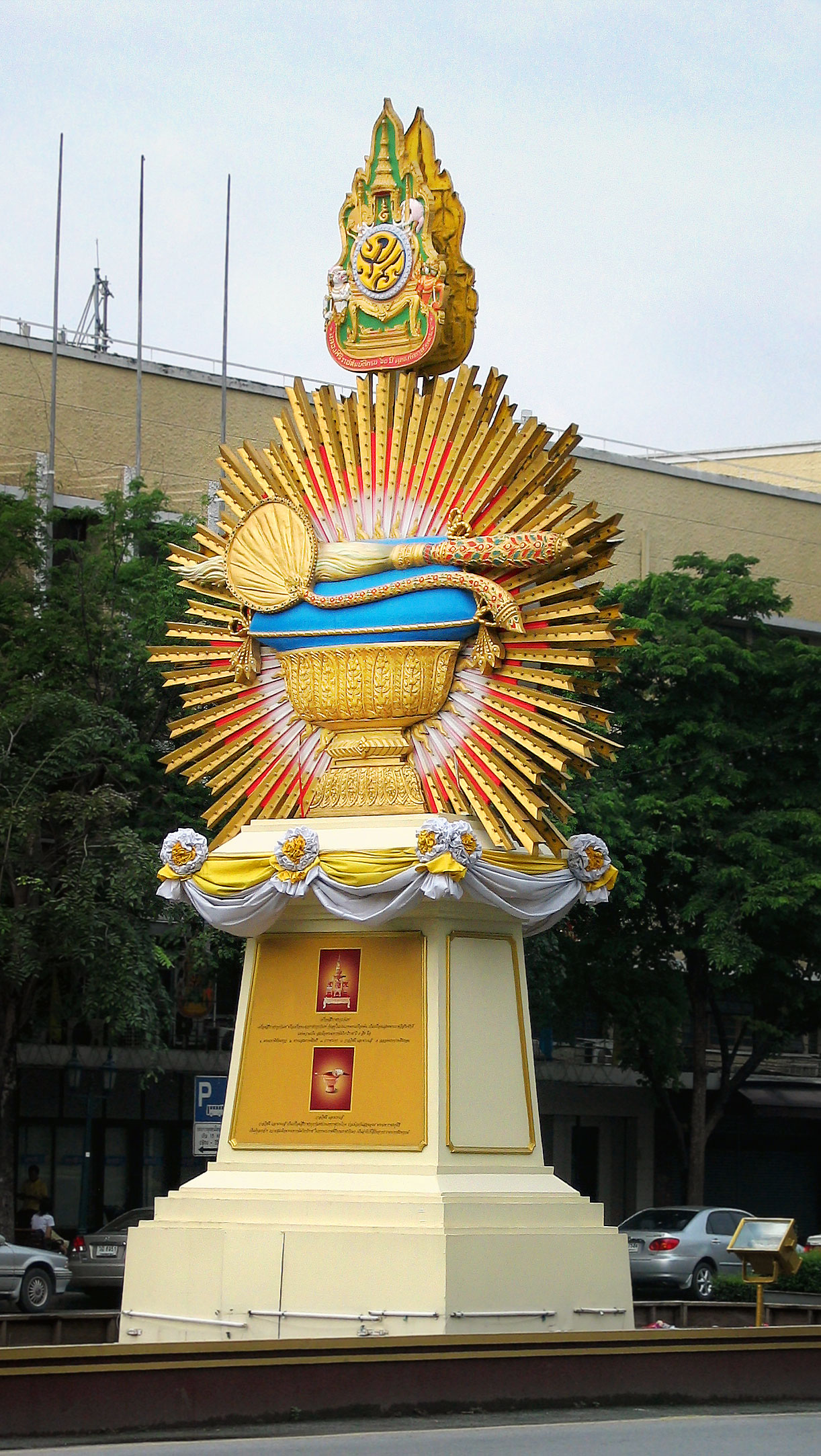
Deux symboles de la royauté, l'éventail et le chasse-mouche, figurent sur cette stèle commémorant à Bangkok le de l'accession au trône du roi Rama IX en 2006.

Le chasse-mouche, appelé Chamara, est un symbole de rang social dans diverses tribus vivant au premier millénaire de notre ère en Inde du Sud, comme dans l'empire Chola. Il symbolise la protection du Dharma.
Des représentations du roi Suryavarman II à Angkor Vat montrent une profusion de parasols, éventails et chasse-mouches, qui, dans la société d'Angkor fonctionnaient comme des symboles du rang mais aussi comme simples ustensiles destinés au confort.

### Océanie

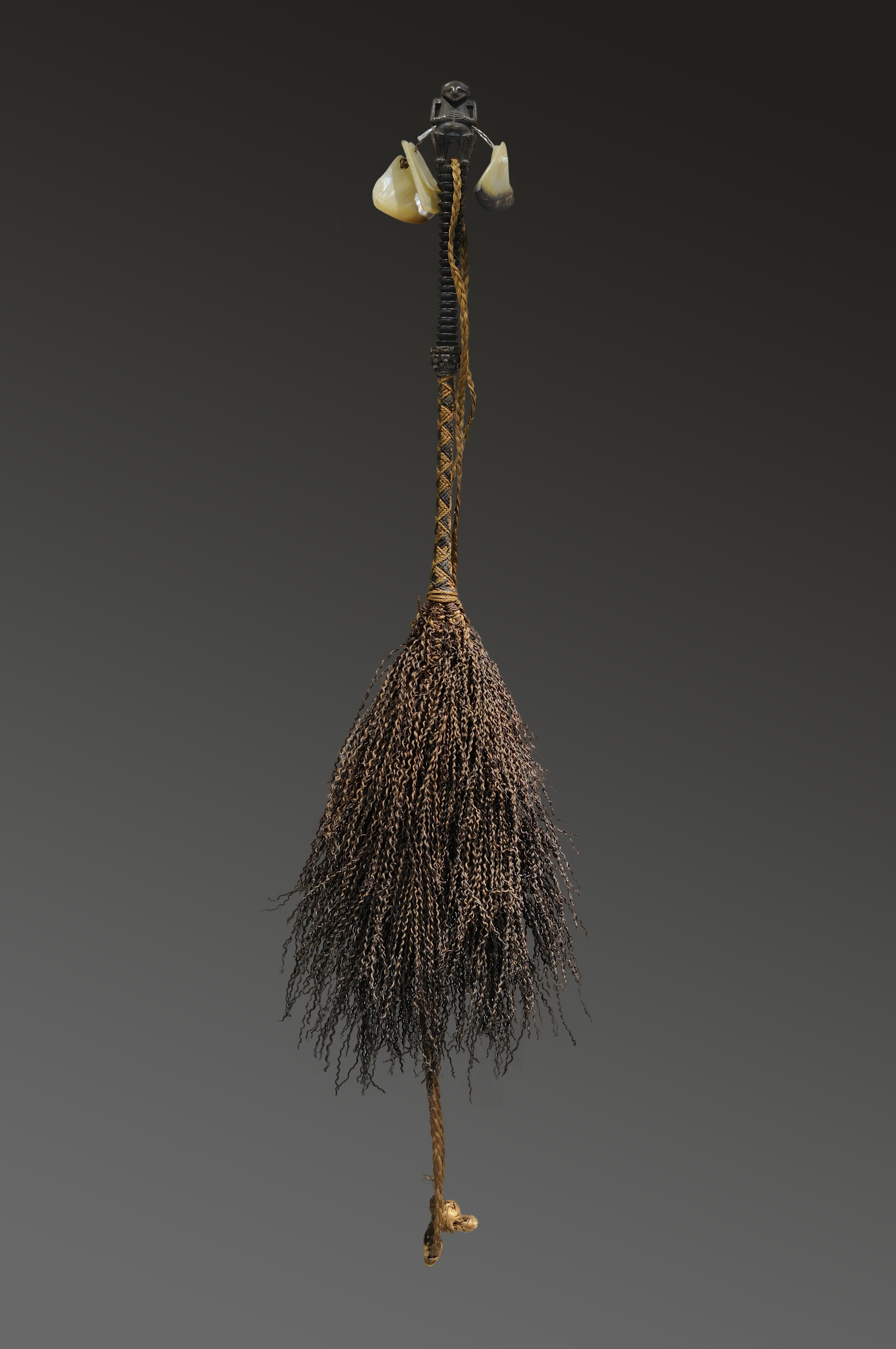
Chasse-mouche des îles Australes (Polynésie) daté de la fin du XVIII - début XIXe siècle. Fonds Ethnographique du Muséum de Lille.

En Polynésie, les populations utilisaient des chasse-mouches, voire de simples branches, pour se débarrasser des insectes volants. Les plus beaux exemplaires de chasse-mouches, comme celui-ci contre, dont le manche se termine par un couple de figurines dos à dos, servaient également à marquer le rang social de leur propriétaire : un chef ou une personne exerçant de hautes fonctions.

## Bouddhisme
Dans le bouddhisme, c'est normalement la roue de la Loi (en sanskrit Dharmacakra) qui représente le  Bouddha Sakyamuni et le dharma. Mais au Népal, la roue ne figure pas parmi les huit symboles auspicieux (ashtamangalas}, elle est remplacée par un chasse-mouche.
Le chasse-mouche symbolisant les manifestations tantriques est fait de poils de queue de yacks enchâssés sur un manche d'argent. Il est utilisé durant la récitation rituelle et l'éventement des divinités au cours de la cérémonie des auspices. 
Le chasse-mouche est aussi considéré comme un symbole de l'autorité d'un maître Zen (par exemple, Linji, maître du courant zen rinzai).

## Incident algérien
C'est avec un chasse-mouche que le régent d'Alger sous l'Empire ottoman, le dey Hussein, frappa le consul de France pour les dettes françaises, en 1827, ce qui servit de prétexte au ministre français de la Guerre pour lancer l’invasion de l’Algérie en 1830.